# Hồng hoa

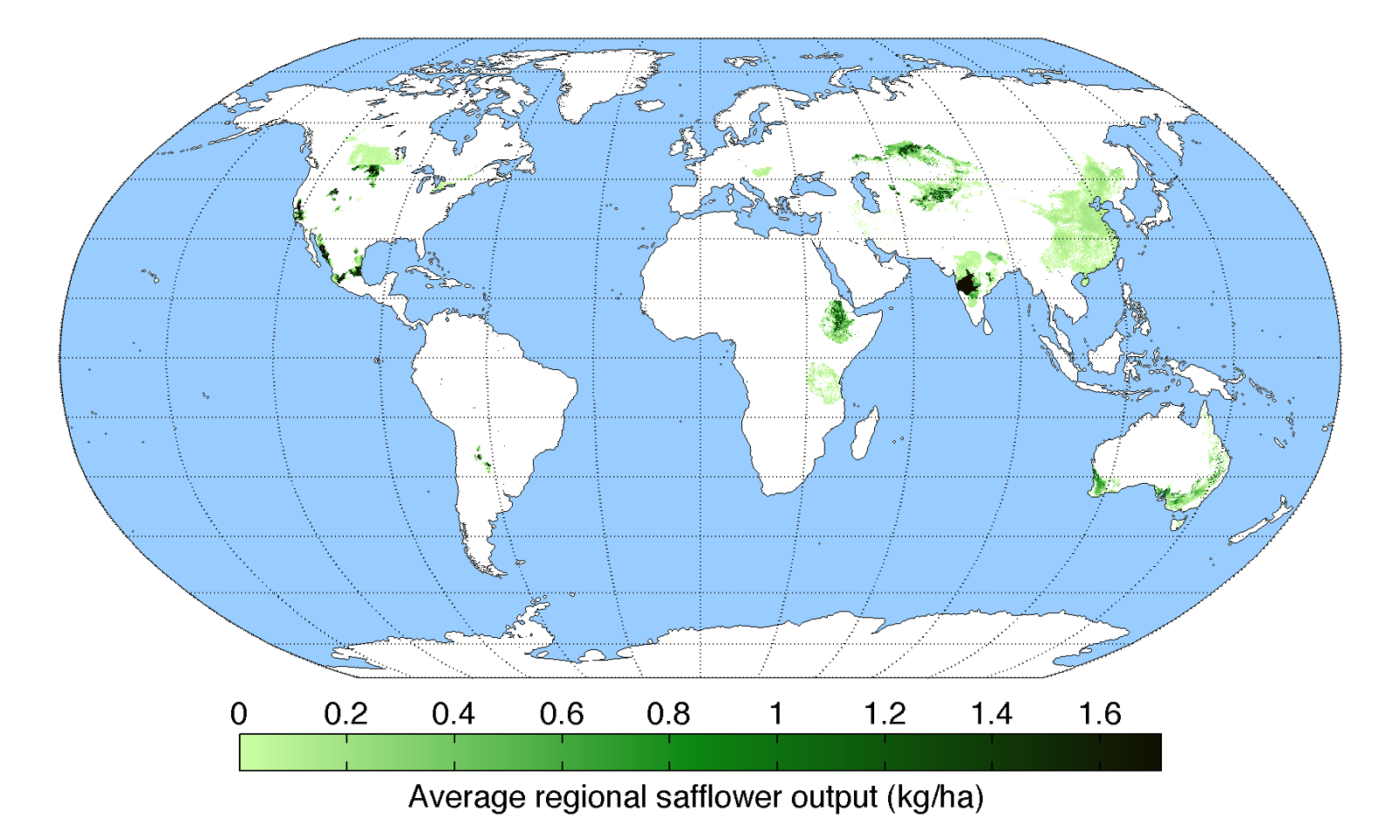
Sản xuất hồng hoa trên thế giới

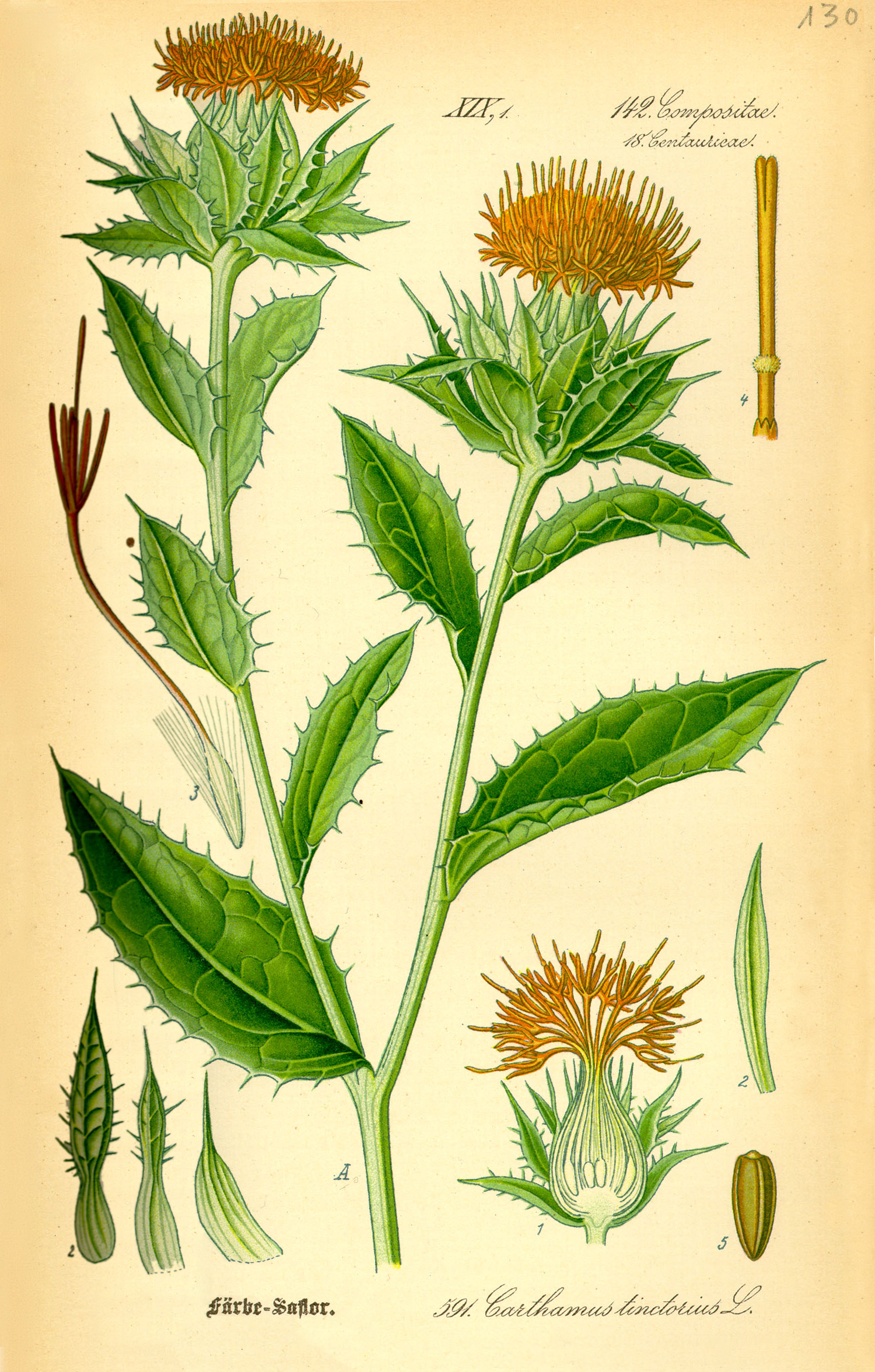
Carthamus tinctorius

Hồng hoa hay hoa rum hay hạt kham (danh pháp hai phần: Carthamus tinctorius L.) là loài thực vật thuộc họ Cúc. Cây cao từ 30 cm đến 150 cm, cụm hoa đầu hình cầu bao gồm các hoa màu vàng tươi hay màu da cam hoặc đỏ. Trên thực tế, tại Việt Nam và Trung Quốc thường gặp loại hoa màu đỏ nên mới có tên là hồng hoa.
Dầu hồng hoa không màu và không mùi, có thành phần dinh dưỡng tương tự như dầu hướng dương. Dầu hồng hoa chủ yếu được dùng làm dầu ăn (trong món xốt trộn salad), cùng như để chế biến bơ thực vật.
Hoa của loài cây này được gọi là hoa rum, trước khi có thuốc nhuộm đỏ công nghiệp thì các nước Châu Á đặc biệt là Nhật Bản trồng cây hoa rum này để làm thuốc nhuộm vải và làm son môi.
Hạt của loài này còn được gọi là hạt kham, giống hạt hướng dương nhưng có màu trắng được dùng như 1 loại thức ăn cho thú cưng (bọ, sóc, hamster, vẹt)
Hồng hoa cũng được sử dụng làm một vị thuốc đông y.

## Văn hóa lịch sử
Hoa rum là một trong những cây trồng lâu đời nhất của nhân loại. Phân tích hóa học của hàng dệt Ai Cập cổ đại có từ triều đại thứ mười hai đã xác định được thành phần thuốc nhuộm từ hoa rum và các vòng hoa làm từ hoa rum được tìm thấy trong lăng mộ của pharaoh Tutankhamun.
Trước thời đại công nghiệp, Phụ nữ nhật bản dùng các loại phấn và son được làm từ hoa rum. Đời sống và tập quán canh tác hoa rum còn được mô tả trong tác phẩm hoạt hình của hãng Studio Ghibli Only Yesterday 1991).

## Hình ảnh

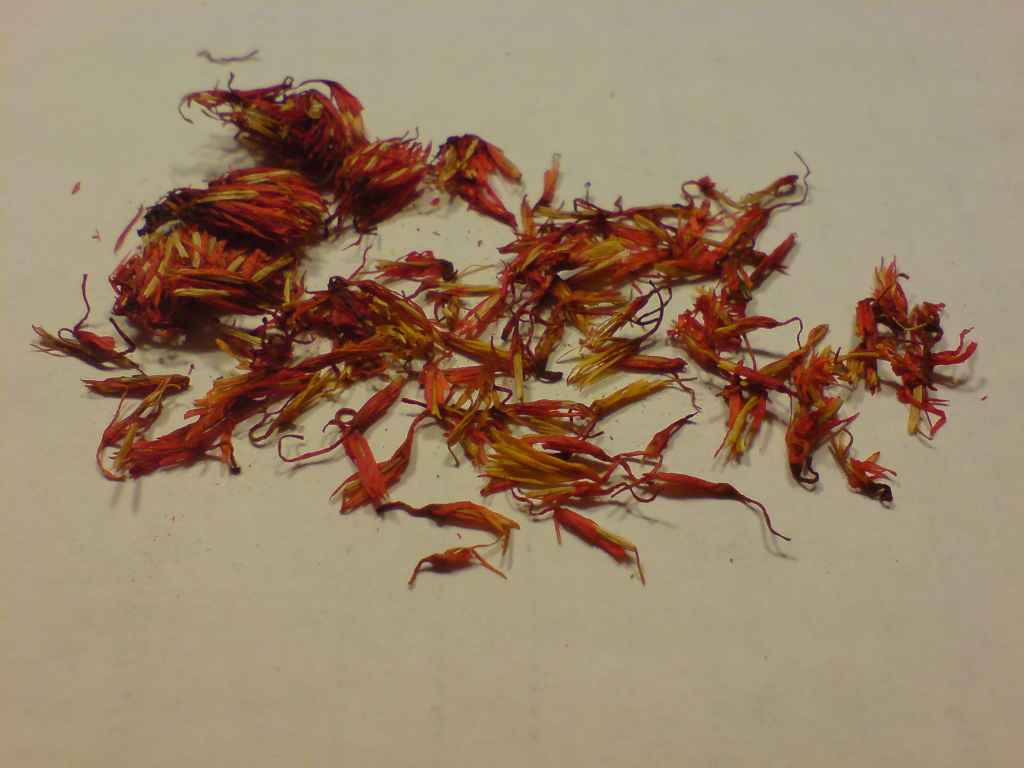
Hồng hoa được bán tại một khu chợ ở Thổ Nhĩ Kỳ
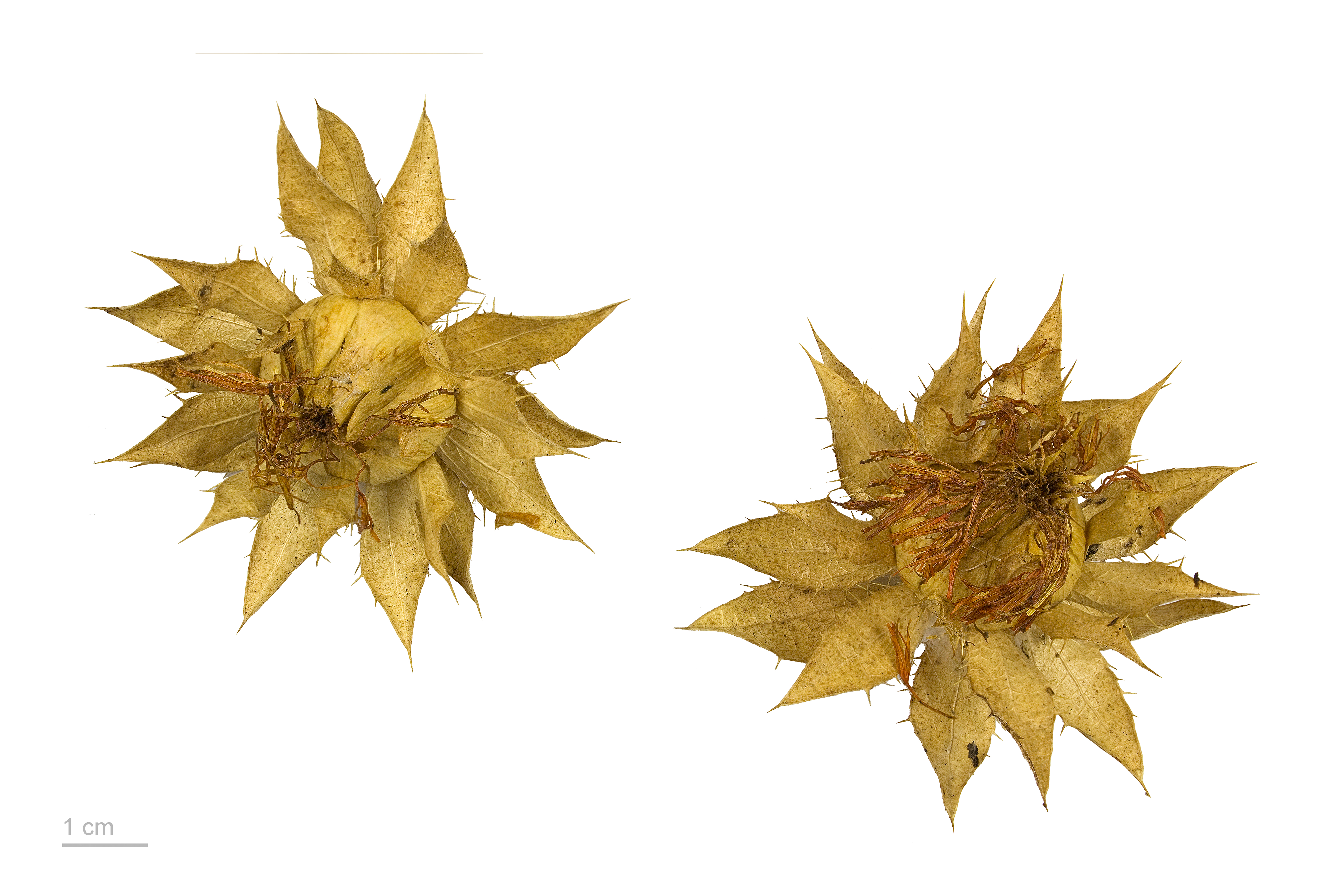
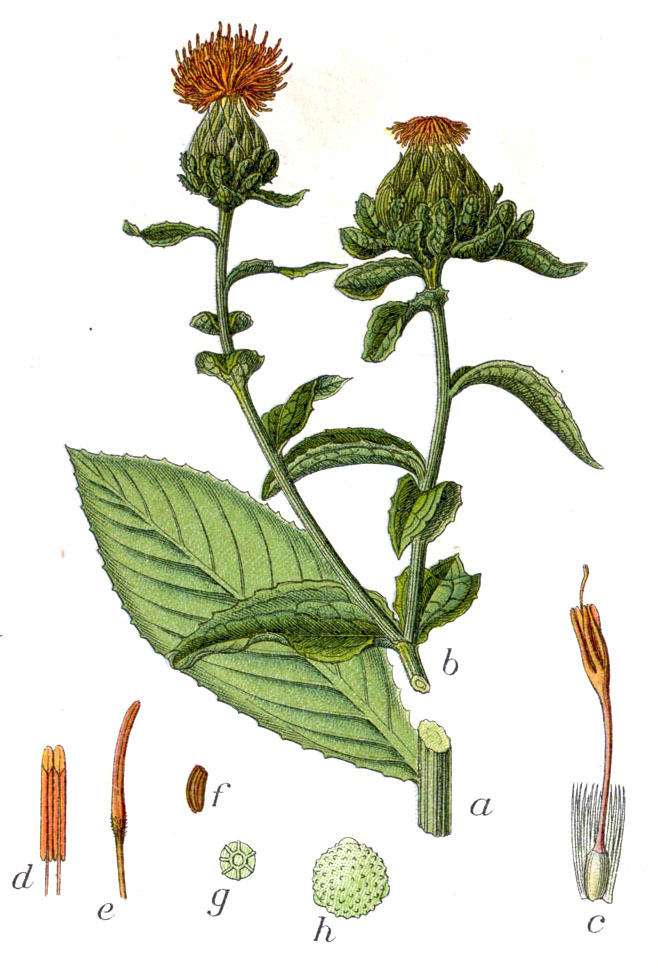
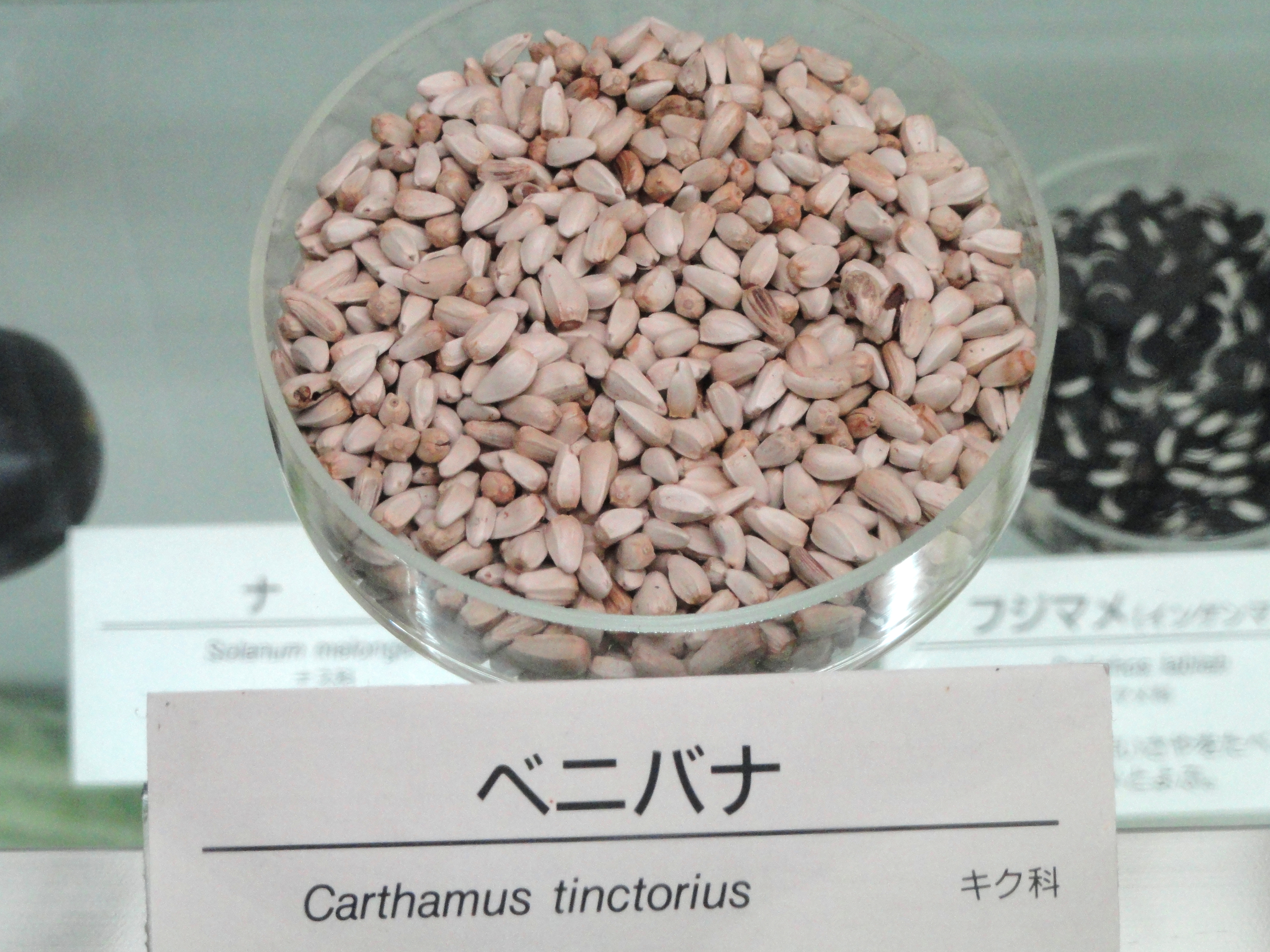
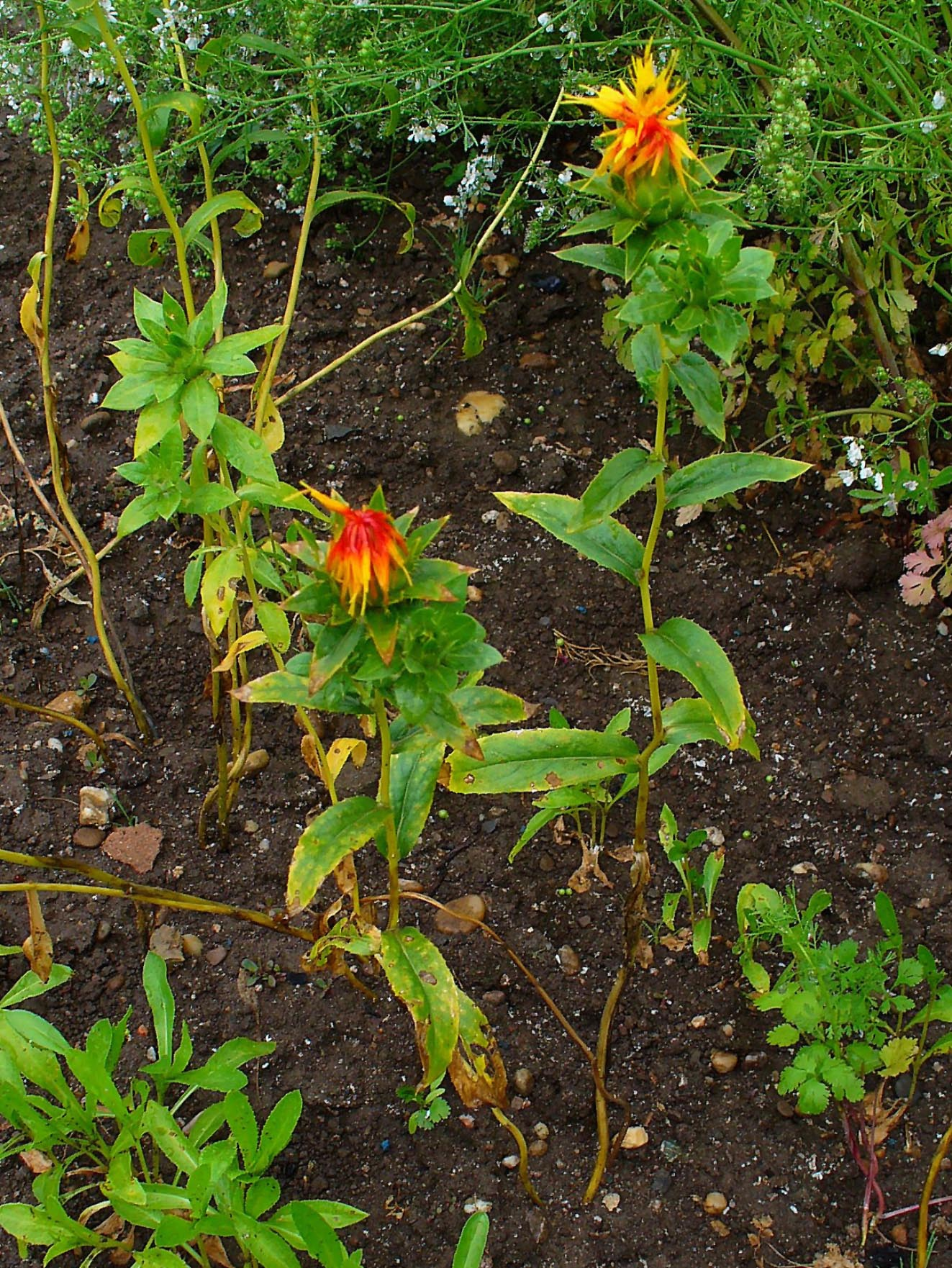